# Physalopteridae
Die Physalopteridae sind eine Familie der Rollschwänze mit 314 Arten. Sie sind Parasiten bei Wirbeltieren und haben Insekten als Zwischenwirt.

## Merkmale
Physalopteridae sind Camallanoidea, bei denen die Kutikula des Kopfes in Form eines Kragens zurückgeschlagen ist. Die Mundöffnung wird von zwei Seitenlippen flankiert, von denen jede mit einem mittigen konischen Zahn sowie je einem kleinen subdorsalen und subventralen Zahn besetzt ist. Der Ösophagus ist in einen kleinen vorderen und einen großen hinteren Drüsenteil untergliedert.

## Systematik
Hodda (2022) gliedert die Familie in drei Unterfamilien und 22 Gattungen:
- Physalopterinae Railliet, 1893
  - Abbreviata Travassos, 1920
  - Didelphyoptera Schulz, 1927
  - Didelphysoma Schulz, 1927
  - Kreisiella Jones, 1985
  - Mooleptus Ozdikmen, 2010
  - Mirzaloptera Wason & Johnson, 1977
  - Neoleptus Specian, Ubelaker & Dailey, 1975
  - Ochetocephalus Linstow, 1907
  - Paraphysaloptera Gupta & Jehan, 1971
  - Pentadentoptera Schachnasarova, 1949
  - Physaloptera Rudolphi, 1819
  - Polydelphyoptera Schulz, 1927
  - Pseudabbreviata Lichtenfels & Quigley, 1968
  - Pseudophysaloptera Baylis, 1934
  - Skrjabinoptera Schulz, 1927
  - Turgida Schulz, 1927
- Proleptinae Schulz, 1927
  - Heliconema Travassos, 1919
  - Paraleptus H.W. Wu, 1927
  - Proleptus Dujardin, 1845
  - Rasheedia Moravec & Justine, 2018
- Thubunaeinae Sobolev, 1949 (Chabaud, 1975)
  - Physalopteroides Wu & Liu, 1940
  - Thubunaea Seurat, 1914